# 樹人書院文昌祠
樹人書院文昌祠位於台灣台北市迪化街二段與延平北路附近，為主祀文昌帝君之道教廟宇。該廟宇興建於1928年，為位於台北大同區之傳統型廟宇建築。另外，該廟宇的組織型態為管理人制，祭典日期則是每年農曆之二月初三。

## 外部連結
- 维基共享资源上的相關多媒體資源：樹人書院文昌祠